# Pierre Six
Pierre Charles Henri Six (Le Havre, 18 gennaio 1888 – Estrées-Mons, 7 luglio 1916) è stato un calciatore francese, di ruolo attaccante.

## Carriera

### Nazionale
Venne convocato dalla Nazionale francese B che partecipò ai Giochi olimpici del 1908, disputò l'unica partita giocata dalla sua Nazionale in quell'edizione.